# Villarreal (Texas)
Villarreal es un lugar designado por el censo ubicado en el condado de Starr en el estado estadounidense de Texas. En el Censo de 2010 tenía una población de 131 habitantes y una densidad poblacional de 743,81 personas por km².

## Geografía
Villarreal se encuentra ubicado en las coordenadas 26°18′26″N 98°38′39″O / 26.30722, -98.64417. Según la Oficina del Censo de los Estados Unidos, Villarreal tiene una superficie total de 0.18 km², de la cual 0.18 km² corresponden a tierra firme y (0%) 0 km² es agua.

## Demografía
Según el censo de 2010, había 131 personas residiendo en Villarreal. La densidad de población era de 743,81 hab./km². De los 131 habitantes, Villarreal estaba compuesto por el 100% blancos, el 0% eran afroamericanos, el 0% eran amerindios, el 0% eran asiáticos, el 0% eran isleños del Pacífico, el 0% eran de otras razas y el 0% pertenecían a dos o más razas. Del total de la población el 100% eran hispanos o latinos de cualquier raza.